# Saint-Pierre-de-Manneville
Saint-Pierre-de-Manneville è un comune francese di 746 abitanti situato nel dipartimento della Senna Marittima nella regione della Normandia.

## Società

### Evoluzione demografica
Abitanti censiti